# Творение в черно
Творение в черно (на френски: L'Œuvre au noir) е роман от белгийско-френската писателка Маргьорит Юрсенар. Повествованието в него се фокусира върху живота и смъртта на Зенон, лекар, филисоф, учен и алхимик, роден в Брюж по времето на Ренесанса. Книгата е издадена във Франция през 1968 година и веднага е посрещната с интерес от публиката, както и с одобрение от критиката и получава Приз Фемина с единодушие на гласовете в годината на издаването. Преводът на английски от Грейс Фрик е издаден под заглавието The Abyss („Бездната“, „Пропастта“) или алтернативно Зенон от Брюж. Белгийският режисьор Андре Делво го адаптира за киното през 1988.

## Сюжет
Зенон, незаконен син, е роден в рода на Лигр, богата банкерска фамилия в Брюж. Зенон отказва удобната кариера в свещеничеството и напуска дома, за да търси истината, на 20-годишна възраст. В своята младост, след като напуска Брюж, той жадно търси знание като преброжда пътищата из Европа и отвъд нея, оставяйки по пътя си почти легендарна – но също така и опасна – репутация на гений, благодарение на произведенията, които създава.

## Теми
Действието на романа се развива основно във Фландрия през 16 век, в периода на началото на модерната епоха на бума на капитализма, на подновеното обръщане към науките, на религиозните катаклизми (по-специално Мюнстерската комуна) и кървавата Контрареформация, на фона на непрестанни войни между държавите и пълзящия хаос на Черната смърт. В тази обстановка, Зенон, главният герой, е изобразен като Ренесансовия човек с голяма интелигентност и талант, чиято свобода на мисълта ще бъде тествана от пределите на неговото време.

## Процес на написване

### Заглавие
Френското заглавие L'Oeuvre au noir се отнася до първата стъпка (nigredo) от трите стъпки, завършването на които е необходимо, за да се постигне Magnum opus в дисциплината алхимия, чиято крайна цел е видоизменянето на второстепенни метали в злато или създаването на философския камък.